# Алеур (селище, Чернишевський район)
Алеу́р (рос. Алеур) — селище у складі Чернишевського району Забайкальського краю, Росія. Входить до складу Алеурського сільського поселення.

## Населення
Населення — 38 осіб (2010; 47 у 2002).
Національний склад (станом на 2002 рік):
- росіяни — 92 %